# Euryglossa glabra
Euryglossa glabra là một loài Hymenoptera trong họ Colletidae. Loài này được Exley mô tả khoa học năm 1976.